# International Surrealist Exhibition
Die International Surrealist Exhibition war eine Ausstellung surrealistischer Künstler, die vom 11. Juni bis zum 4. Juli 1936 in den New Burlington Galleries, Burlington Gardens, W.1 in London stattfand, und die den Surrealismus als erste Ausstellung in England einführte. Sie geriet zu einem großen Erfolg, erreichte das skeptische britische Publikum und wurde international in der Kunstkritik gewürdigt.

## Die Ausstellung
Die Organisatoren der surrealistischen Kunstausstellung waren: Hugh Sykes Davies, David Gascoyne, Humphrey Jennings, Rupert Lee, Diana Brinton Lee, Henry Moore, Paul Nash, Roland Penrose, Herbert Read, E. L. T. Mesens sowie André Breton, Paul Éluard, Georges Hugnet und Man Ray. Laut Penrose koordinierte Wolfgang Paalen die Transporte von Paris aus und soll die Idee gehabt haben, eine Mappe mit Originalzeichnungen bekannter Surrealisten zusammenzustellen und zu gestalten, die in der Londoner Ausstellung für 1.000 Franc verkauft werden sollte, um surrealistische Publikationen zu finanzieren.
Der Erfolg der Ausstellung zeigte sich in ihren Besucherzahlen. Die Schlangen am Eingangsschalter waren am Eröffnungstag so lang, dass der Verkehr am Piccadilly zum Erliegen kam. Während der dreiwöchigen Ausstellungsdauer kamen über 30.000 Besucher. Die Organisatoren boten dem Publikum außer den ausgestellten Werken Vorträge über die Theorien und Intentionen des Surrealismus. Gezeigt wurden 392 Werke von 58 Künstlern aus 14 Ländern, unter ihnen beispielsweise Constantin Brâncuși, Salvador Dalí, Marcel Duchamp, Alberto Giacometti, Paul Klee, René Magritte, Joan Miró, Wolfgang Paalen, Francis Picabia, Pablo Picasso, Man Ray und Max Ernst. Unter den surrealistischen Objekten befand sich Meret Oppenheims Déjeuner en fourrure (Frühstück im Pelz) und Wolfgang Paalens erste Fumage Dictated by a Candle.
Der die Ausstellung begleitende Katalog enthielt Beiträge von André Breton, dem Theoretiker der Surrealistengruppe, übersetzt von David Gascoyne, sowie von Herbert Read, dem derzeit bekanntesten britischen Kunsthistoriker.
Folgende Vorträge begleiteten das Ausstellungsprogramm:
- 16. Juni – André Breton: „Limites non Frontières du Surréalisme“
- 19. Juni – Herbert Read: „Art and the Unconscious“
- 24. Juni – Paul Éluard: „La Poésie Surréaliste“
- 26. Juni – Hugh Sykes Davies: „Biology and Surrealism“
- 1. Juli – Salvador Dalí: „Fantomes paranoiaques authentiques“[4]

Aufsehen erregte Salvador Dalís Vortrag. Er hatte während seiner Rede einen Tiefseetaucheranzug getragen, führte einen Billardstock mit sich und wurde von zwei Barsois begleitet. Die Rede handelte von einem Philosophie-Studenten, der über eine Periode von sechs Monaten eine Garderobe mitsamt dem Spiegel verspeiste. Es war Gascoyne, der Dalí aus dem Helm befreite, in dem dieser bei seiner Rede kaum zu vernehmen war und zu ersticken drohte.
Im September 1936 erschien das International Surrealist Bulletin, Number 4, herausgegeben von der britischen Surrealistengruppe mit Fotoporträts und Beiträgen der ausstellenden Künstler und Organisatoren.

## Folgende Ausstellungen in den 1930er Jahren
Auf die Londoner Surrealistenausstellung folgte im Mai desselben Jahres die Exposition Surréaliste d’Objets in der Pariser Galerie Charles Ratton. Diese legte eine besondere Bedeutung auf die Objektkunst und berief sich dabei auf den Primitivismus, die Fetische und die mathematischen Modelle. Diese Ausstellungen wiesen noch die übliche Form der Präsentation auf. 1938 folgte die Exposition Internationale du Surréalisme in Paris, in der Breton in der Galerie Beaux-Arts der surrealistischer Kunst erstmals einen Rahmen schuf, in dem die Präsentation selbst als surrealistische Produktion gelten konnte.